# Plattschweifsittiche (Tribus)
Die Plattschweifsittiche (Platycercini) sind eine Tribus aus der Ordnung der Papageien (Psittaciformes). Zu ihnen werden 9 Gattungen mit etwa 30 Arten gerechnet, darunter die mit der Tribus gleichnamige Gattung Plattschweifsittiche i. e. S. (Platycercus). Mehrere Arten sind ausgestorben. Plattschweifsittiche sind überwiegend im australischen Raum, auf Neuseeland und einigen umliegenden Inseln beheimatet.

## Erscheinungsmerkmale
Zu den Plattschweifsittichen zählen einige der bekanntesten australischen Papageienarten. Die meisten Arten weisen einen langen und stufigen Schwanz auf. Allen gemeinsam ist ein schwarzer, grauer oder hornfarbener Schnabel. Es gibt dagegen keine Art, die einen roten Schnabel aufweist. Die Wachshaut ist entweder völlig oder teils unbefiedert. Bei den meisten Arten ist der Geschlechtsdimorphismus nur gering ausgeprägt.

## Gattungen und Arten
- Maskensittiche (Prosopeia)
  - Maskensittich (P. personata)
  - Pompadoursittich (P. tabuensis)
- Hornsittiche (Eunymphicus)
  - Ouveasittich (E. uvaeensis)[1]
  - Hornsittich (E. cornutus)
- Laufsittiche (Cyanoramphus)
  - Springsittich (C. auriceps)
  - Norfolk-Laufsittich (C. cookii)

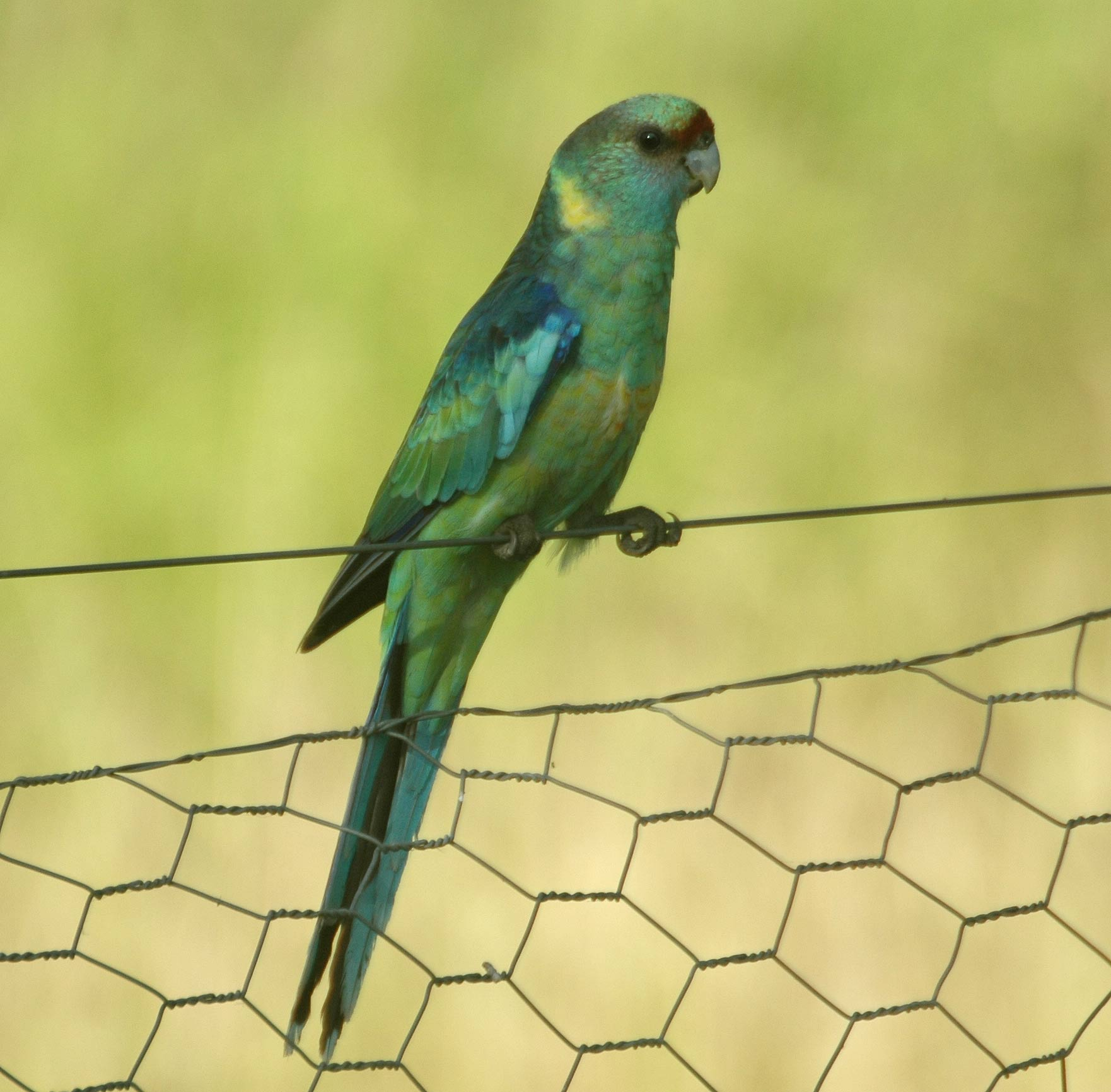
Barnardsittich

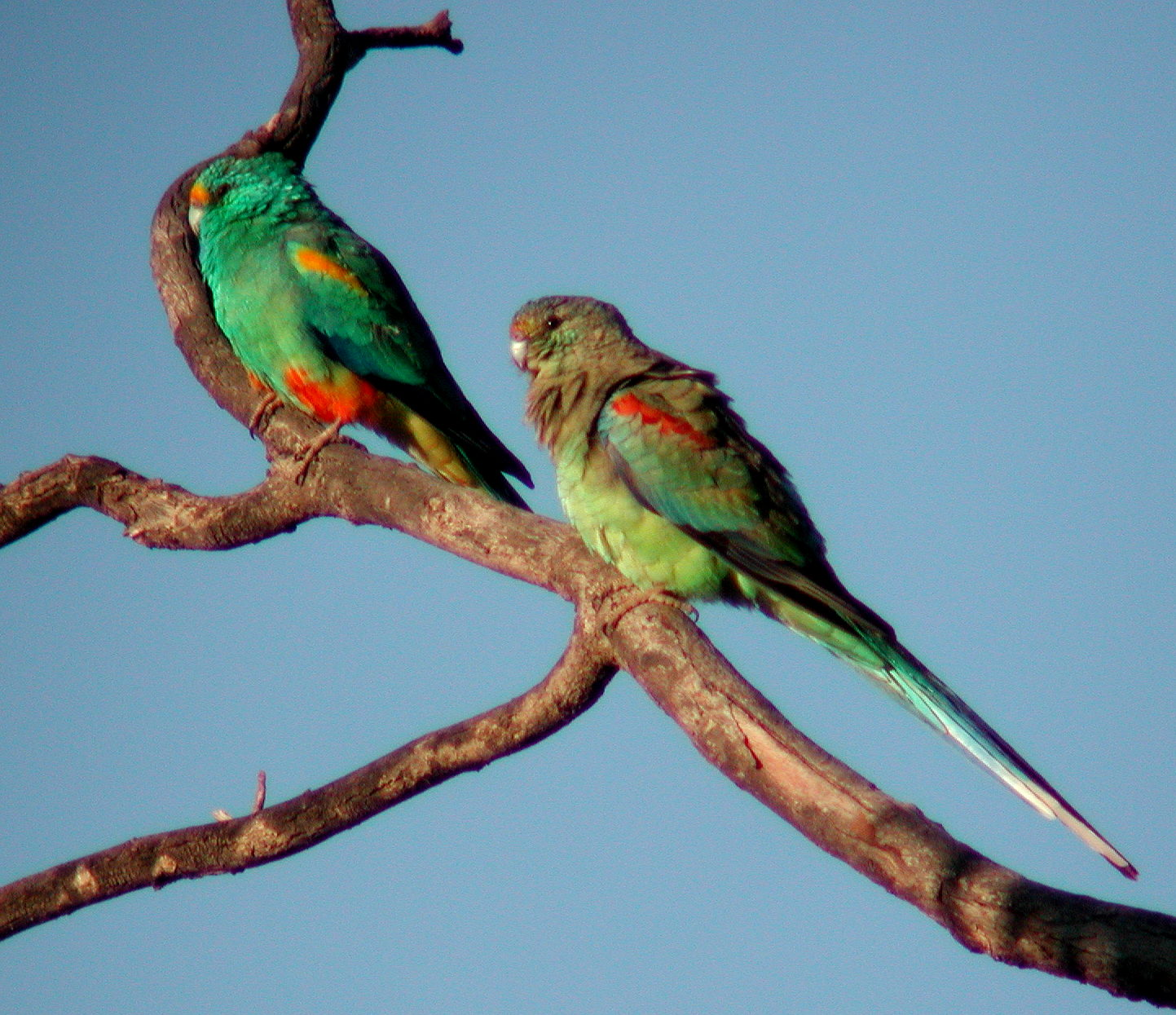
Vielfarbensittiche

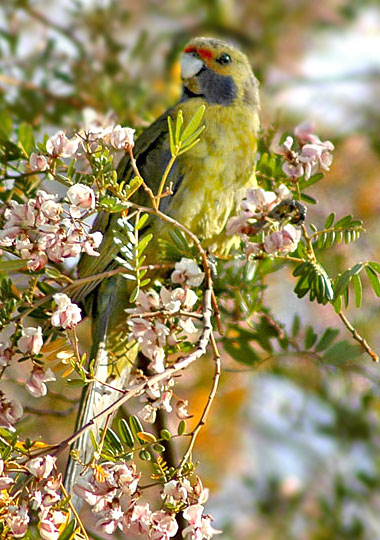
Gelbbauchsittich

  - Macquarie-Laufsittich (Cyanoramphus erythrotis) – ausgestorben
  - Chathamsittich oder Chatham-Springsittich (Cyanoramphus forbesi)
  - Antipodensittich (Cyanoramphus hochstetteri)[2]
  - Malherbesittich (Cyanoramphus malherbi)
  - Ziegensittich (C. novaezelandiae)
  - Neukaledonien-Ziegensittich (C. saissetti)
  - Lord-Howe-Ziegensittich (Cyanoramphus subflavescens) – ausgestorben
  - Braunkopf-Laufsittich (C. ulietanus) – ausgestorben
  - Einfarbsittich (C. unicolor)
  - Tahiti-Laufsittich (C. zealandicus) – ausgestorben
- Rotkappensittiche (Purpureicephalus)
  - Rotkappensittich (P. spurius)
- Plattschweifsittiche (Platycercus)
  - Gelbbauchsittich (P. caledonicus)
  - Pennantsittich (P. elegans)
  - Blasskopfrosella (P. adscitus)
  - Schwarzkopfsittich (P. venustus)
  - Gelbwangensittich (P. icterotis)
  - Rosellasittich (P. eximius)
- Ringsittiche (Barnardius)
  - Barnardsittich (B. barnardi)
  - Ringsittich (B. zonarius)
- Blutbauchsittiche (Northiella)
  - Blutbauchsittich (N. haematogaster)
- Singsittiche (Psephotus) – 5 Arten
  - Goldschultersittich (Psephotus chrysopterygius)
  - Schwarzgesichtsittich (Psephotus dissimilis)
  - Singsittich (Psephotus haematonotus)
  - Paradiessittich (Psephotus pulcherrimus) – ausgestorben
  - Vielfarbensittich (Psephotus varius)
- Schwalbensittiche (Lathamus)
  - Schwalbensittich (L. discolor)

## Systematik
Die Plattschweifsittiche gehören zur Familie der Altweltpapageien (Psittaculidae) und bilden innerhalb dieser Familie zusammen mit der in Australien vorkommenden Tribus Pezoporini (Grassittiche (Neophema), Bourkesittich (Neopsephotus) u. Erdsittiche (Pezoporus)) die Unterfamilie Platycercinae.

## Belege